# دوري أنتيغوا وباربودا لكرة القدم 2017–18
دوري أنتيغوا وباربودا لكرة القدم 2017–18 هو موسم من دوري أنتيغوا وباربودا لكرة القدم. كان عدد الأندية المشاركة فيه 10، وفاز فيه Hoppers F.C. ‏.